# جوزيف مككولوك
جوزيف مككولوك (بالإنجليزية: Joseph McCulloch)‏ هو مدرب كرة سلة أمريكي، ولد في 1887 في نيويورك في الولايات المتحدة، وتوفي في 15 ديسمبر 1960.